# تيموثي مولهولاند
تيموثي مولهولاند (بالإنجليزية: Timothy Mulholland؛ بالبرتغالية: Timothy Mulholland) هو عالم نفس برازيلي وأمريكي، ولد في 13 نوفمبر 1949 في الولايات المتحدة.